# Phare de Letipea
Le phare de Letipea (en estonien : Letipea tuletorn) est un phare situé dans le village de Letipea (en) de la commune de Viru-Nigula du Comté de Viru-Ouest, en Estonie, sur le golfe de Finlande.
Il est géré par l'Administration maritime estonienne ,.

## Histoire
Le premier phare, construit en 1815 sur le cap de Letipea, marque le passage entre l'archipel Uhtju saar et le continent, était une tour en bois. Il ne fonctionna que deux ans.
Plus tard, en 1930, une station de sauvetage a été construite sur le cap. En 1936, un phare en béton armé de 16 m de haut y a été construit. Ss lampes automatiques émettaientt deux feux de secteur, vert et blanc, visibles jusqu'à 12 milles nautiques (environ 22 km). Le phare a été détruit en 1941 pendant la Seconde Guerre mondiale. En 1945, les lampes automatiques à acétylène ont été transférées sur une balise temporaire. Les secteurs verts et blazncs étaient semblables à ceux qui étaient avant la guerre.
En 1951 un nouveau phare en béton armé a été construit. En 1980, le phare fut équipé d'une batterie nucléaire. De 1993 à 1995, le phare a été désactivé, puis il est devenu automatique avec une alimentation à l'énergie solaire et éolienne.

## Description
Le phare est une tour tétraédrique blanche de 15 mètres de haut, avec galerie et lanterne. Il émet, à une hauteur focale de 18 mètres, quatre éclatsblancs, toutes les 18 secondes. Sa portée nominale est de 7 milles nautiques (environ 13 km).
Identifiant : ARLHS : EST-031 ; EVA-040 - Amirauté : C-3884 - NGA : 12940 .

## Caractéristique duFeu maritime
Fréquence : 18 secondes (W-W-W-W)
- Lumière : 1 seconde
- Obscurité : 1 seconde (1-2-3) et 11 secondes (4)

|                   |
| Golfe de Finlande |

|          |
| Le phare |

### Lien connexe
- Liste des phares d'Estonie